# Face the Truth (Green Arrows)
Face the Truth è il quarto album del gruppo hardcore Green Arrows. Venne pubblicato nel 2012 dalla Black Shirts Records.

## Tracce
1. Take the Courage – 2:38
2. Paper Bullets – 2:14
3. Watch at my Face – 2:43
4. Uprise – 2:05
5. You Are Falling – 2:35
6. The Drop Counts – 2:45
7. Today – 3:12
8. Fold All – 2:31
9. Overviewed – 2:34
10. One Life, One Chance – 2:26
11. Deceived – 2:27
12. That's not Freedom – 4:31

## Formazione
- Pav - basso, voce
- Marmo - chitarra, cori
- Dave - batteria, cori
- Divi - chitarra, cori

## Ristampa 2018
Nel 2018 l'album viene ripubblicato dalla Rebel Records con una veste grafica completamente rinnovata.

## Videoclip
- Paper Bullets (StudioZEM - 2012)
- Watch at my Face (StudioZEM - 2012)